# マルチン・マトコフスキ
マルチン・マトコフスキ（Marcin Matkowski, 1981年1月15日 - ）は、ポーランド・バルリネク出身の男子プロテニス選手。ダブルスのスペシャリストとしてよく知られ、主に同じポーランドのマリウシュ・フィルステンベルクとのダブルスのみに活動を絞っていた。ATPツアーでシングルスの優勝はないが、ダブルスで18勝を挙げた。自己最高ランキングはシングルス647位、ダブルス7位。身長188cm、体重81kg、右利きの選手。サービスとフォアハンド・ストロークを最も得意にする。（彼の姓“Matkowski”は、これまでの報道では「マトコウスキー」の読みが多かった。）

## 来歴

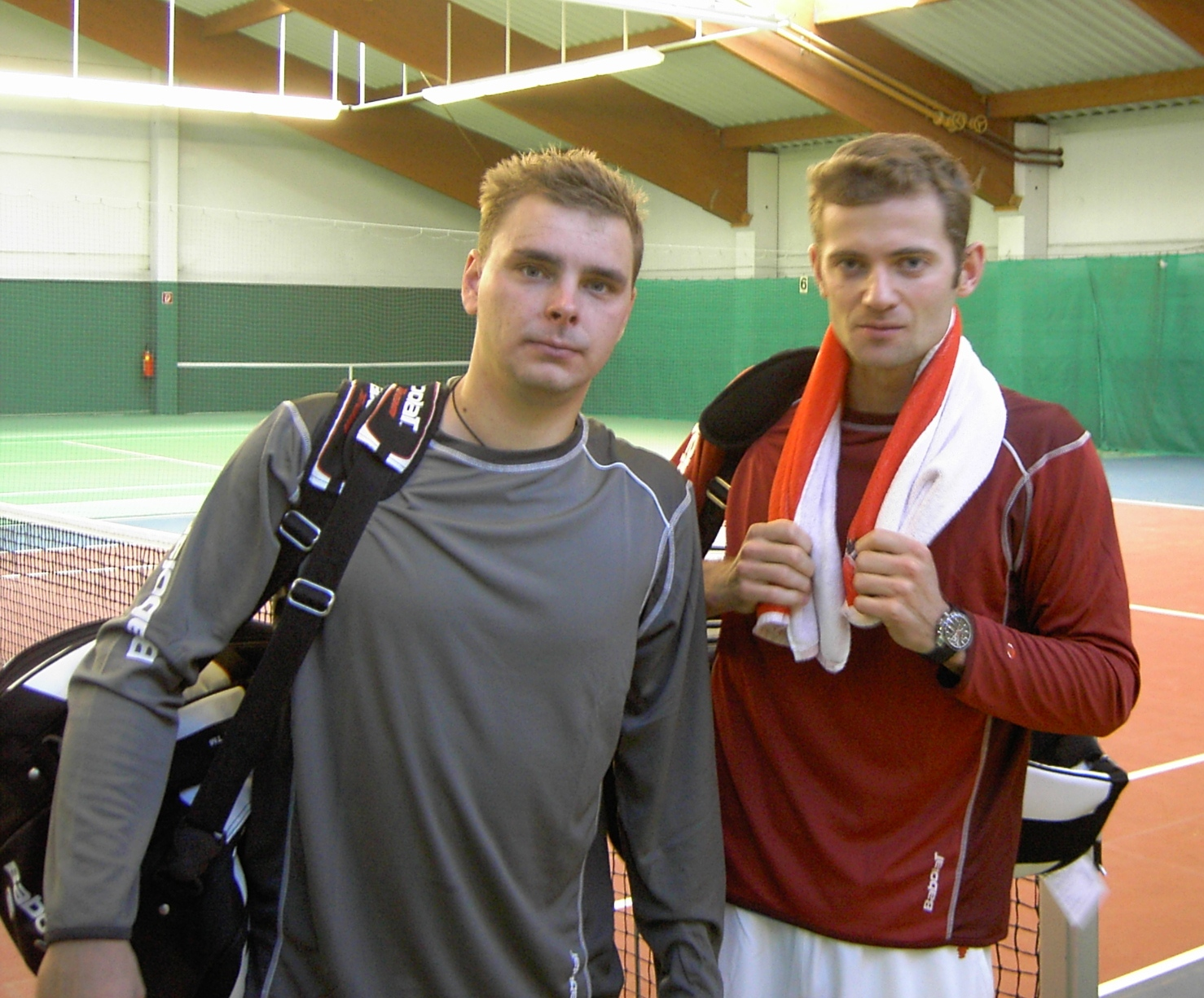
M・マトコフスキとM・フィルステンベルク

マトコフスキは8歳からテニスを始めたが、その年にポーランドの共産主義が崩壊した。彼は1998年からポーランド国内開催のチャレンジャー大会に参加し始め、2000年から男子テニス国別対抗戦・デビスカップポーランド代表選手に選ばれたが、2001年から2003年までアメリカのカリフォルニア大学ロサンゼルス校に留学していた。そのため、彼は22歳という遅い年齢でプロテニス選手に転向した。現在もダブルスのパートナーを組むマリウシュ・フィルステンベルクとの出会いは、2000年11月にアメリカ・フロリダ州で開かれたチャレンジャー大会であった。それ以後、マトコフスキは大半のトーナメントでフィルステンベルクとペアを組むようになる。2003年7月末、故国ポーランドのオレンジ・ワルシャワ・オープンのダブルスでフィルステンベルクと組んでツアー初優勝を果たす。2004年アテネ五輪のポーランド代表選手に選ばれたマトコフスキとフィルステンベルクは、男子ダブルス1回戦でスイス代表のイブ・アレグロ/ロジャー・フェデラー組に3-6, 2-6で敗退した。
マトコフスキとフィルステンベルクは、2006年全豪オープンで初めての4大大会ベスト4に進出した。準決勝でマルティン・ダム/リーンダー・パエス組に2-6, 4-6のストレートで敗れた。これで勢いづいた2人は、年間最終ランキング上位8組しか出場資格を得られない、男子ツアー年間最終戦テニス・マスターズ・カップダブルスにも初めて出場資格を得た。ポーランド人どうしのペアとしては史上初の快挙となった年間最終戦の舞台で、2人は予選ラウンド・ロビン（出場8組を2つのグループに分け、各グループの4組が総当たり戦を行う）で3戦全敗に終わった。
2007年、マトコフスキとフィルステンベルクは男子ツアー大会のダブルスで年間2勝を挙げたが、テニス・マスターズ・カップには出場できなかった。2008年は北京五輪で2度目のオリンピックに出場し、2年ぶり2度目のテニス・マスターズ・カップ出場資格も獲得して、予選ラウンド・ロビンで2勝を挙げた。こうして2人は初めてのマスターズ・カップ準決勝に進み、ブライアン兄弟に4-6, 4-6で敗れた。
2011年全米オープンで4大大会のダブルスで初めて決勝に進出した。決勝ではユルゲン・メルツァー/フィリップ・ペッシュナー組に2–6, 2–6で敗れ準優勝となった。最終戦のATPワールドツアー・ファイナルでも決勝に進出しマックス・ミルヌイ/ダニエル・ネスター組に5–7, 3–6で敗れた。
2012年全米オープン混合ダブルスでクベタ・ペシュケと組み決勝に進出した。決勝ではエカテリーナ・マカロワ/ブルーノ・ソアレス組に7–6(8), 1–6, [10–12]で敗れ準優勝となった。
マトコフスキとフィルステンベルクのコンビは、デビスカップポーランド代表選手として同一ペアのダブルス勝利数歴代1位になった。
マトコフスキは2014年末でフィルステンベルクとのコンビを解消した。その後はいろいろな相手とペアを組んで活動した。
2019年に現役を引退した。
マトコフスキはシングルスにはほとんど出場せず、4大大会の男子シングルスには1度も出場記録がない。ATPツアーでのシングルス通算成績は、わずか4勝4敗である。

## ATPツアー決勝進出結果

### ダブルス: 48回 (18勝30敗)
| 結果   | No. | 決勝日         | 大会               | サーフェス        | パートナー                     | 対戦相手                                                  | スコア                       |
| ------ | --- | -------------- | ------------------ | ----------------- | ------------------------------ | --------------------------------------------------------- | ---------------------------- |
| 優勝   | 1.  | 2003年7月28日  | ワルシャワ         | クレー            | マリウシュ・フィルステンベルク | フランティシェク・チェルマク レオシュ・フリエドル         | 6–4, 6–7(7–9), 6–3           |
| 優勝   | 2.  | 2004年2月23日  | コスタ・ド・サイペ | クレー            | マリウシュ・フィルステンベルク | トーマス・ベーレント レオシュ・フリエドル                 | 6–2, 6–2                     |
| 優勝   | 3.  | 2005年8月1日   | ワルシャワ         | クレー            | マリウシュ・フィルステンベルク | ルーカス・アーノルド・カー セバスティアン・プリエト       | 7–6(9–7), 6–4                |
| 準優勝 | 1.  | 2005年9月26日  | パレルモ           | クレー            | マリウシュ・フィルステンベルク | マルティン・ガルシア マリアノ・フッド                     | 2–6, 3–6                     |
| 準優勝 | 2.  | 2006年2月20日  | コスタ・ド・サイペ | クレー            | マリウシュ・フィルステンベルク | ルーカス・ドロウヒー パベル・ビズネル                     | 1–6, 6–4, [3–10]             |
| 準優勝 | 3.  | 2006年4月24日  | バルセロナ         | クレー            | マリウシュ・フィルステンベルク | マーク・ノールズ ダニエル・ネスター                       | 2–6, 7–6(7–4), [5–10]        |
| 準優勝 | 4.  | 2006年8月21日  | ニューヘイブン     | ハード            | マリウシュ・フィルステンベルク | ジョナサン・エルリック アンディ・ラム                     | 3–6, 3–6                     |
| 優勝   | 4.  | 2006年9月17日  | ブカレスト         | クレー            | マリウシュ・フィルステンベルク | マルティン・ガルシア ルイス・オルナ                       | 6–7(5–7), 7–6(7–5), [10–8]   |
| 準優勝 | 5.  | 2006年10月1日  | パレルモ           | クレー            | マリウシュ・フィルステンベルク | マルティン・ガルシア ルイス・オルナ                       | 6–7(1–7), 6–7(2–7)           |
| 準優勝 | 6.  | 2006年10月24日 | バーゼル           | カーペット (室内) | マリウシュ・フィルステンベルク | マーク・ノールズ ダニエル・ネスター                       | 6–4, 4–6, [8–10]             |
| 優勝   | 5.  | 2007年7月30日  | ワルシャワ         | クレー            | マリウシュ・フィルステンベルク | マルティン・ガルシア セバスチャン・プリエト               | 6–1, 6–1                     |
| 準優勝 | 7.  | 2007年8月19日  | ニューヘイブン     | ハード            | マリウシュ・フィルステンベルク | マヘシュ・ブパシ ネナド・ジモニッチ                       | 3–6, 3–6                     |
| 準優勝 | 8.  | 2007年10月1日  | メス               | ハード (室内)     | マリウシュ・フィルステンベルク | アルノー・クレマン ミカエル・ロドラ                       | 1–6, 4–6                     |
| 優勝   | 6.  | 2007年10月7日  | ウィーン           | ハード (室内)     | マリウシュ・フィルステンベルク | クリストファー・カス トーマス・ベーレント                 | 6–4, 6–2                     |
| 準優勝 | 9.  | 2007年10月15日 | マドリード         | ハード (室内)     | マリウシュ・フィルステンベルク | ボブ・ブライアン マイク・ブライアン                       | 3–6, 6–7(4–7)                |
| 準優勝 | 10. | 2008年4月28日  | バルセロナ         | クレー            | マリウシュ・フィルステンベルク | ボブ・ブライアン マイク・ブライアン                       | 3–6, 2–6                     |
| 優勝   | 7.  | 2008年6月9日   | ワルシャワ         | クレー            | マリウシュ・フィルステンベルク | ニコライ・ダビデンコ ユーリ・シュキン                     | 6–0, 3–6, [10–4]             |
| 準優勝 | 11. | 2008年9月8日   | ブカレスト         | クレー            | マリウシュ・フィルステンベルク | ニコラ・ドビルデ ポール＝アンリ・マチュー                 | 6–7(4–7), 7–6(11–9), [20–22] |
| 準優勝 | 12. | 2008年9月29日  | メス               | ハード (室内)     | マリウシュ・フィルステンベルク | アルノー・クレマン ミカエル・ロドラ                       | 7–5, 3–6, [8–10]             |
| 優勝   | 8.  | 2008年10月12日 | マドリード         | ハード (室内)     | マリウシュ・フィルステンベルク | マヘシュ・ブパシ マーク・ノールズ                         | 6–4, 6–2                     |
| 優勝   | 9.  | 2009年6月19日  | イーストボーン     | 芝                | マリウシュ・フィルステンベルク | トラビス・パロット                                        | 6–4, 6–4                     |
| 準優勝 | 13. | 2009年8月9日   | ワシントンD.C.     | ハード            | マリウシュ・フィルステンベルク | マルティン・ダム ロベルト・リンドステット                 | 5–7, 6–7(3–7)                |
| 優勝   | 10. | 2009年9月28日  | クアラルンプール   | ハード            | マリウシュ・フィルステンベルク | イーゴリ・クニツィン ヤロスラフ・レビンスキー             | 6–2, 6–1                     |
| 準優勝 | 14. | 2009年10月12日 | 上海               | ハード            | マリウシュ・フィルステンベルク | ジュリアン・ベネトー ジョー＝ウィルフリード・ツォンガ     | 2–6, 4–6                     |
| 優勝   | 11. | 2010年6月18日  | イーストボーン     | 芝                | マリウシュ・フィルステンベルク | コリン・フレミング ケン・スクプスキ                       | 6–3, 5–7, [10–8]             |
| 準優勝 | 15. | 2010年10月3日  | クアラルンプール   | ハード            | マリウシュ・フィルステンベルク | フランティシェク・チェルマク ミハル・メルティナク         | 6–7(3–7), 6–7(5–7)           |
| 準優勝 | 16. | 2010年10月10日 | 北京               | ハード            | マリウシュ・フィルステンベルク | ボブ・ブライアン マイク・ブライアン                       | 1–6, 6–7(5–7)                |
| 準優勝 | 17. | 2010年10月17日 | 上海               | ハード            | マリウシュ・フィルステンベルク | ユルゲン・メルツァー リーンダー・パエス                   | 5–7, 6–4, [5–10]             |
| 準優勝 | 18. | 2010年10月31日 | ウィーン           | ハード (室内)     | マリウシュ・フィルステンベルク | ダニエル・ネスター ネナド・ジモニッチ                     | 5–7, 6–3, [5–10]             |
| 準優勝 | 19. | 2011年9月10日  | 全米オープン       | ハード            | マリウシュ・フィルステンベルク | ユルゲン・メルツァー フィリップ・ペッシュナー             | 2–6, 2–6                     |
| 準優勝 | 20. | 2011年11月27日 | ロンドン           | ハード (室内)     | マリウシュ・フィルステンベルク | マックス・ミルヌイ ダニエル・ネスター                     | 5–7, 3–6                     |
| 準優勝 | 21. | 2012年3月3日   | ドバイ             | ハード            | マリウシュ・フィルステンベルク | マヘシュ・ブパシ ロハン・ボパンナ                         | 4–6, 6–3, [5–10]             |
| 優勝   | 12. | 2012年4月29日  | バルセロナ         | クレー            | マリウシュ・フィルステンベルク | マルセル・グラノリェルス マルク・ロペス                   | 2–6, 7–6(9–7), [10–8]        |
| 優勝   | 13. | 2012年5月14日  | マドリード         | クレー            | マリウシュ・フィルステンベルク | ロベルト・リンドステット ホリア・テカウ                   | 6–3, 6–4                     |
| 準優勝 | 22. | 2013年3月30日  | マイアミ           | ハード            | マリウシュ・フィルステンベルク | アイサム＝ウル＝ハク・クレシ ジャン＝ジュリアン・ロイヤー | 4–6, 1–6                     |
| 優勝   | 14. | 2013年7月21日  | ハンブルク         | クレー            | マリウシュ・フィルステンベルク | アレクサンダー・ペヤ ブルーノ・ソアレス                   | 3–6, 6–1, [10–8]             |
| 準優勝 | 23. | 2014年4月27日  | ブカレスト         | クレー            | マリウシュ・フィルステンベルク | ジャン＝ジュリアン・ロイヤー ホリア・テカウ               | 4–6, 4–6                     |
| 優勝   | 15. | 2014年9月21日  | メス               | ハード (室内)     | マリウシュ・フィルステンベルク | マリン・ドラガニャ ヘンリ・コンティネン                   | 6–7(3), 6–3, [10–8]          |
| 優勝   | 16. | 2014年9月28日  | クアラルンプール   | ハード (室内)     | リーンダー・パエス             | ジェイミー・マリー ジョン・ピアーズ                       | 3–6, 7–6(5), [10–5]          |
| 準優勝 | 24. | 2014年11月2日  | パリ               | ハード (室内)     | ユルゲン・メルツァー           | ボブ・ブライアン マイク・ブライアン                       | 6–7(5), 7–5, [6–10]          |
| 準優勝 | 25. | 2015年5月10日  | マドリード         | クレー            | ネナド・ジモニッチ             | ロハン・ボパンナ フロリン・メルジェ                       | 2–6, 6–7(5), [9–11]          |
| 準優勝 | 26. | 2015年6月21日  | ロンドン           | 芝                | ネナド・ジモニッチ             | ニコラ・マユ ピエール＝ユーグ・エルベール                 | 2-6, 2-6                     |
| 準優勝 | 27. | 2015年8月23日  | シンシナティ       | ハード            | ネナド・ジモニッチ             | ダニエル・ネスター エドゥアール・ロジェ＝バセラン         | 2–6, 2–6                     |
| 準優勝 | 28. | 2016年5月1日   | エストリル         | クレー            | ルカシュ・クボット             | エリック・ブトラック スコット・リプスキー                 | 4–6, 6–3, [8–10]             |
| 優勝   | 17. | 2016年10月5日  | 東京               | ハード            | マルセル・グラノリェルス       | レイベン・クラーセン ラジーブ・ラム                       | 6–2, 7–6(4)                  |
| 優勝   | 18. | 2017年1月15日  | オークランド       | ハード            | アイサム＝ウル＝ハク・クレシ   | ジョナサン・エルリック スコット・リプスキー               | 1–6, 6–2, [10–3]             |
| 準優勝 | 29. | 2017年2月27日  | ドバイ             | ハード            | ロハン・ボパンナ               | ジャン＝ジュリアン・ロイヤー ホリア・テカウ               | 6–4, 3-–6, [3–10]            |
| 準優勝 | 30. | 2018年7月17日  | シュトゥットガルト | 芝                | ロベルト・リンドステット       | フィリップ・ペッシュナー ティム・プッツ                   | 6-7(5), 3-6                  |